# Arrondissement de Rendsburg-Eckernförde
Ne doit pas être confondu avec Rendsburg ou Rensburg.
L’arrondissement de Rendsburg-Eckernförde (Kreis Rendsburg-Eckernförde en allemand) est un arrondissement (Kreis ou Landkreis en allemand) du Land de Schleswig-Holstein, en Allemagne. Son chef-lieu est Rendsburg.

## Géographie
L'arrondissement de Rendsburg-Eckernförde est délimité au nord par l'arrondissement de Schleswig-Flensbourg, à l'ouest par l'arrondissement de Dithmarse, au sud par les arrondissements de Segeberg et de Steinburg, à l'est par l'arrondissement de Plön, la ville de Kiel et la ville de Neumünster, et au nord-est par la mer Baltique.
L'arrondissement est le premier du Land en superficie.

## Villes, communes et communautés d'administration
(Nombre d'habitants le 31 décembre 2011)
| Villes et communes non liées à un canton               | Villes et communes non liées à un canton                  |                                                    |
| ------------------------------------------------------ | --------------------------------------------------------- | -------------------------------------------------- |
| - 1. Altenholz (9 950) - 2. Büdelsdorf, ville (10 120) | - 3. Eckernförde, ville (22 442) - 4. Kronshagen (12 134) | - 5. Rendsburg, ville (28 077) - 6. Wasbek (2 197) |

Cantons avec leurs communes liées : (* = siège administratif)
| - 1. Amt Achterwehr (11 057) 1. Achterwehr * (920) 2. Bredenbek (1 375) 3. Felde (2 130) 4. Krummwisch (696) 5. Melsdorf (1 744) 6. Ottendorf (845) 7. Quarnbek (1 788) 8. Westensee (1 559) - 2. Amt Bordesholm (14 048) 1. Bissee (176) 2. Bordesholm * (7 323) 3. Brügge (1 028) 4. Grevenkrug (240) 5. Groß Buchwald (352) 6. Hoffeld (170) 7. Loop (162) 8. Mühbrook (534) 9. Negenharrie (346) 10. Reesdorf (152) 11. Schmalstede (272) 12. Schönbek (167) 13. Sören (197) 14. Wattenbek (2 929) - 3. Amt Dänischenhagen (8 873) 1. Dänischenhagen * (3 620) 2. Noer (823) 3. Schwedeneck (2 936) 4. Strande (1 494) - 4. Amt Dänischer Wohld (15 978) 1. Felm (1 072) 2. Gettorf * (6 820) 3. Lindau (1 251) 4. Neudorf-Bornstein (1 080) 5. Neuwittenbek (1 220) 6. Osdorf (2 376) 7. Schinkel (1 017) 8. Tüttendorf (1 142) - 5. Amt Eiderkanal (12 370) 1. Bovenau (1 067) 2. Haßmoor (291) 3. Ostenfeld (Rendsburg) (540) 4. Osterrönfeld * (5 112) 5. Rade b. Rendsburg (228) 6. Schacht-Audorf (4 450) 7. Schülldorf (682) - 6. Amt Flintbek (8 138) 1. Böhnhusen (336) 2. Flintbek * (7 335) 3. Schönhorst (318) 4. Techelsdorf (149) - 7. Amt Fockbek (10 728) 1. Alt Duvenstedt (1 856) 2. Fockbek * (6 213) 3. Nübbel (1 578) 4. Rickert (1 081) - 8. Amt Hohner Harde (8 870) 1. Bargstall (147) 2. Breiholz (1 393) 3. Christiansholm (229) 4. Elsdorf-Westermühlen (1 678) 5. Friedrichsgraben (60) 6. Friedrichsholm (415) 7. Hamdorf (1 257) 8. Hohn * (2 375) 9. Königshügel (166) 10. Lohe-Föhrden (613) 11. Prinzenmoor (193) 12. Sophienhamm (344) | - 9. Amt Hüttener Berge (14 076) 1. Ahlefeld-Bistensee (483) 2. Ascheffel (970) 3. Borgstedt (1 315) 4. Brekendorf (996) 5. Bünsdorf (628) 6. Damendorf (412) 7. Groß Wittensee * (1 117) 8. Haby (562) 9. Holtsee (1 334) 10. Holzbunge (335) 11. Hütten (209) 12. Klein Wittensee (194) 13. Neu Duvenstedt (132) 14. Osterby (923) 15. Owschlag (3 624) 16. Sehestedt (842) - 10. Amt Jevenstedt (11 416) 1. Brinjahe (124) 2. Embühren (229) 3. Haale (514) 4. Hamweddel (478) 5. Hörsten (56) 6. Jevenstedt * (3 225) 7. Luhnstedt (424) 8. Schülp b. Rendsburg (1 094) 9. Stafstedt (332) 10. Westerrönfeld (4 940) - 11. Amt Mittelholstein (23 713) 1. Arpsdorf (272) 2. Aukrug (3 635) 3. Beldorf (294) 4. Bendorf (439) 5. Beringstedt (725) 6. Bornholt (182) 7. Ehndorf (661) 8. Gokels (614) 9. Grauel (253) 10. Hanerau-Hademarschen (3 000) 11. Heinkenborstel (139) 12. Hohenwestedt * (4 952) 13. Jahrsdorf (267) 14. Lütjenwestedt (592) 15. Meezen (372) 16. Mörel (264) 17. Nienborstel (599) 18. Nindorf (655) 19. Oldenbüttel (286) 20. Osterstedt (637) 21. Padenstedt (1 521) 22. Rade b. Hohenwestedt (88) 23. Remmels (428) 24. Seefeld (363) 25. Steenfeld (392) 26. Tackesdorf (85) 27. Tappendorf (345) 28. Thaden (267) 29. Todenbüttel (1 063) 30. Wapelfeld (321) - 12. Amt Molfsee (8 396) 1. Blumenthal (656) 2. Mielkendorf (1 327) 3. Molfsee * (4 790) 4. Rodenbek (478) 5. Rumohr (753) 6. Schierensee (392) | - 13. Amt Nortorfer Land (17 911) 1. Bargstedt (735) 2. Bokel (670) 3. Borgdorf-Seedorf (406) 4. Brammer (399) 5. Dätgen (574) 6. Eisendorf (304) 7. Ellerdorf (511) 8. Emkendorf (1 418) 9. Gnutz (1 166) 10. Groß Vollstedt (968) 11. Krogaspe (443) 12. Langwedel (1 407) 13. Nortorf * (6 186) 14. Oldenhütten (146) 15. Schülp b. Nortorf (837) 16. Timmaspe (1 127) 17. Warder (614) - 14. Amt Schlei-Ostsee (18 527) [Siège : Eckernförde] 1. Altenhof (301) 2. Barkelsby (1 436) 3. Brodersby (748) 4. Damp (1 550) 5. Dörphof (720) 6. Fleckeby (1 889) 7. Gammelby (562) 8. Goosefeld (772) 9. Güby (856) 10. Holzdorf (878) 11. Hummelfeld (287) 12. Karby (531) 13. Kosel (1 322) 14. Loose (751) 15. Rieseby (2 452) 16. Thumby (454) 17. Waabs (1 413) 18. Windeby (1 068) 19. Winnemark (511) |

## Carte des communes et des communautés de communes

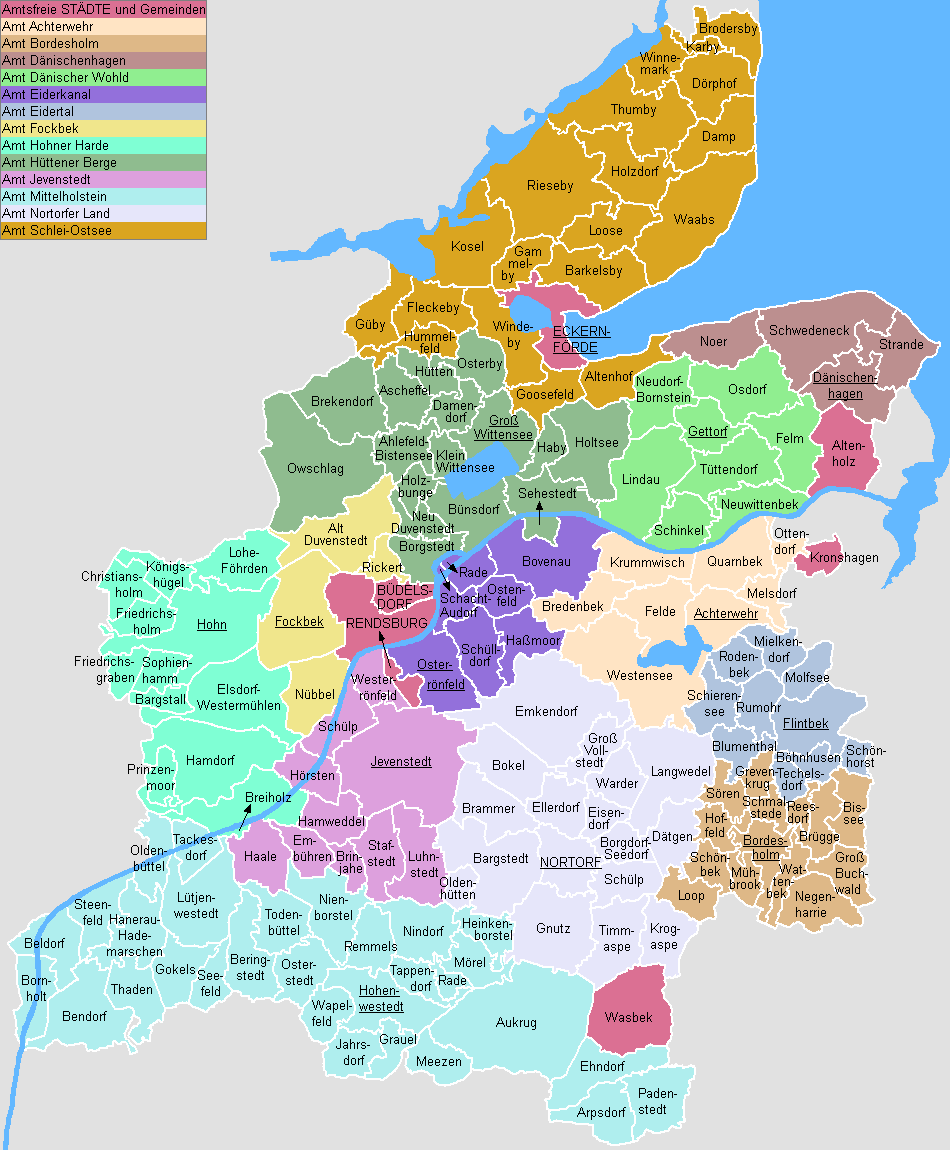
Découpage de l’arrondissement